# On the Leyline
On the Leyline è l'ottavo album in studio del gruppo musicale britannico Ocean Colour Scene, pubblicato nel 2007.

## Tracce
Tutte le tracce sono state scritte da Simon Fowler, eccetto dove indicato.

1. I Told You So - 2:12
2. On the Leyline, Waiting - 2:24 (Steve Cradock)
3. For Dancers Only - 3:43 (Paul Weller)
4. Man In The Middle - 4:40 (Dan Sealey)
5. I Just Got Over You - 3:40
6. Go to Sea - 5:22
7. These Days I'm Tired - 2:54 (Steve Cradock)
8. You'll Never Find Me - 2:24
9. Don't Get Me - 3:28
10. Loneliest Girl in the Whole Wide World - 2:42
11. Mr. Brown - 2:30
12. Two Lovers - 2:11
13. Daylight - 1:32